# Orzecznictwo w Sprawach Ochrony Danych Osobowych
Orzecznictwo w Sprawach Ochrony Danych Osobowych – kwartalnik prawniczy wydawany przez Wydawnictwo MEDD, poświęcony w całości problematyce ochrony danych osobowych w Polsce, a w szczególności kwestii interpretacji przepisów ustawy o ochronie danych osobowych w wyrokach sądów administracyjnych i decyzjach Generalnego Inspektora Ochrony Danych Osobowych.
Kwartalnik porusza m.in. problematykę ochrony danych osobowych w instytucjach samorządowych, administracji publicznej, spółdzielniach, firmach, placówkach służby zdrowia i placówkach oświatowych oraz w bankowości.
Czasopismo jest dostępne między innymi w prenumeracie krajowej i zagranicznej, prowadzonej przez RUCH S.A.
Redaktorem naczelnym jest Henryk Wypych.